# Estadio Regional de Moscú
El Estadio Regional de Moscú es el nombre temporal de un estadio de fútbol que se está construyendo en la ciudad de Podolsk, Región de Moscú, Rusia con motivo de la celebración de la Copa Mundial de Fútbol de 2018. El estadio contará con una capacidad total de 44.257 espectadores sentados.